# OFC Champions League 2010/11
De OFC Champions League 2010/11 ving aan op 23 oktober 2010 met de eerste wedstrijden in de groepsfase en eindigde op 16 april 2011 met de tweede finalewedstrijd.
Titelhouder was PRK Hekari United uit Papoea-Nieuw-Guinea. Auckland City FC veroverde de titel voor de tweede maal door in de finale Amicale FC uit Vanuatu met 6-1 (2-1, 4-0) te verslaan. Auckland City FC vertegenwoordigt als winnaar van dit toernooi de regio Oceanië in december op het Wereldkampioenschap voetbal voor clubs 2011 in Japan.
Aan het toernooi namen clubs uit zeven landen deel. De tweede club uit Nieuw-Zeeland was Waitakere United, de nummer twee van de Nieuw-Zeelandse competitie, die naast de landskampioen Auckland City FC deelnam.

## Deelname
De titelverdediger, de nationale kampioenen van de bij de OFC aangesloten landen en aan de OFC gelieerde landen konden aan dit toernooi deelnemen.
| Land                | Competitie                        | Club                                 |
| ------------------- | --------------------------------- | ------------------------------------ |
| Fiji                | Nationale Liga                    | Lautoka FC                           |
| Nieuw-Caledonië     | Division Honneur                  | AS Magenta                           |
| Nieuw-Zeeland       | New Zealand Football Championship | Auckland City FC en Waitakere United |
| Papoea-Nieuw-Guinea | Nationale Liga                    | PRK Hekari United                    |
| Salomonseilanden    | Nationale Liga                    | Koloale FC Honiara                   |
| Tahiti              | Division Fédérale                 | AS Tefana                            |
| Vanuatu             | Premia Divisen                    | Amicale FC                           |

Geen deelname van een club uit  Amerikaans-Samoa,  Cookeilanden,  Samoa,  Tonga en  Tuvalu

## Groepsfase
De loting werd gehouden tijdens een vergadering van het uitvoerend comité van de OFC in Johannesburg, Zuid-Afrika in juni 2010. De beide groepswinnaars plaatsten zich voor de finale

### Groep A
| Club               | AW | W | G | V | DV | DT | DS | Ptn |
| ------------------ | -- | - | - | - | -- | -- | -- | --- |
| Amicale FC         | 6  | 3 | 1 | 2 | 12 | 7  | +5 | 10  |
| Koloale FC Honiara | 6  | 3 | 0 | 3 | 10 | 10 | 0  | 9   |
| Lautoka FC         | 6  | 2 | 2 | 2 | 6  | 13 | −7 | 8   |
| PRK Hekari United  | 6  | 1 | 3 | 2 | 10 | 8  | +2 | 6   |

|                    | AMI | HEK | KOL | LAU |
| ------------------ | --- | --- | --- | --- |
| Amicale FC         |     | 3-3 | 2-0 | 5-1 |
| PRK Hekari United  | 1-2 |     | 4-0 | 1-1 |
| Koloale FC Honiara | 1-0 | 2-1 |     | 1-2 |
| Lautoka FC         | 1-0 | 0-0 | 1-6 |     |

|                              |                    |         |                        |                                                                          |
| 23 oktober 2010 15:00 UTC+11 | Koloale FC Honiara | 1-2     | Lautoka FC             | Lawson Tama Stadium, Honiara Scheidsrechter: Chris Kerr ( Nieuw-Zeeland) |
| 23 oktober 2010 15:00 UTC+11 | Ian Paia 35'       | Verslag | Matthew Mayora 16' 26' | Lawson Tama Stadium, Honiara Scheidsrechter: Chris Kerr ( Nieuw-Zeeland) |

|                              |                    |         |                                        |                                                                          |
| 23 oktober 2010 15:00 UTC+10 | PRK Hekari United  | 1-2     | Amicale FC                             | PMRL Stadium, Port Moresby Scheidsrechter: Nick Waldron ( Nieuw-Zeeland) |
| 23 oktober 2010 15:00 UTC+10 | Henry Fa'arodo 57' | Verslag | Fenedy Masauvakalo 23' Jack Wetney 47' | PMRL Stadium, Port Moresby Scheidsrechter: Nick Waldron ( Nieuw-Zeeland) |

|                               |                    |         |            |                                                                                 |
| 13 november 2010 15:00 UTC+13 | Lautoka FC         | 1-0     | Amicale FC | Govind Park, Ba Toeschouwers: 1.000 Scheidsrechter: John Saohu Salomonseilanden |
| 13 november 2010 15:00 UTC+13 | Valerio Nawatu 19' | Verslag |            | Govind Park, Ba Toeschouwers: 1.000 Scheidsrechter: John Saohu Salomonseilanden |

|                               |                                                        |         |                    |                                                                                            |
| 13 november 2010 15:00 UTC+10 | PRK Hekari United                                      | 4-0     | Koloale FC Honiara | PMRL Stadium, Port Moresby Toeschouwers: 6.000 Scheidsrechter: Peter O'Leary Nieuw-Zeeland |
| 13 november 2010 15:00 UTC+10 | Henry Fa'arodo 32' 64' Kema Jack 45' Abraham Iniga 76' | Verslag |                    | PMRL Stadium, Port Moresby Toeschouwers: 6.000 Scheidsrechter: Peter O'Leary Nieuw-Zeeland |

|                              |                            |        |                    |                                                                                        |
| 4 december 2010 15:00 UTC+11 | Amicale FC                 | 2-0    | Koloale FC Honiara | Korman Stadium, Port Vila Toeschouwers: 4.000 Scheidsrechter: Chris Kerr Nieuw-Zeeland |
| 4 december 2010 15:00 UTC+11 | Fenedy Masauvakalo 15' 40' | Report |                    | Korman Stadium, Port Vila Toeschouwers: 4.000 Scheidsrechter: Chris Kerr Nieuw-Zeeland |

|                              |            |     |                   |                                                                     |
| 15 januari 2011 15:00 UTC+13 | Lautoka FC | 0-0 | PRK Hekari United | Churchill Park, Lautoka Scheidsrechter: Peter O'Leary Nieuw-Zeeland |
| 15 januari 2011 15:00 UTC+13 | Verslag    |     |                   | Churchill Park, Lautoka Scheidsrechter: Peter O'Leary Nieuw-Zeeland |

|                              |                    |         |                                                                                  |                                                                      |
| 5 februari 2011 15:00 UTC+13 | Lautoka FC         | 1-6     | Koloale FC Honiara                                                               | Churchill Park, Lautoka Scheidsrechter: Michael Hester Nieuw-Zeeland |
| 5 februari 2011 15:00 UTC+13 | Valerio Nawatu 10' | Verslag | Jeffery Bule 19' George Suri 25' Benjamin Totori 28', 62', 77' (s) Ezra Sale 52' | Churchill Park, Lautoka Scheidsrechter: Michael Hester Nieuw-Zeeland |

|                              |                                                              |         |                                              |                                                                 |
| 5 februari 2011 15:00 UTC+11 | Amicale FC                                                   | 3-3     | PRK Hekari United                            | Korman Stadium, Port Vila Scheidsrechter: Averii Jacques Tahiti |
| 5 februari 2011 15:00 UTC+11 | Alick Maemae 39' (s) Dereck Malas 51' Fenedy Masauvakalo 74' | Verslag | Osea Vaketalesau 58', 87' Malakai Tiwa 90+4' | Korman Stadium, Port Vila Scheidsrechter: Averii Jacques Tahiti |

|                               |                      |         |                    |                                                                       |
| 26 februari 2011 15:00 UTC+11 | Koloale FC Honiara   | 2-1     | PRK Hekari United  | Lawson Tama Stadium, Honiara Scheidsrechter: Chris Kerr Nieuw-Zeeland |
| 26 februari 2011 15:00 UTC+11 | Mostyn Beui 20', 66' | Verslag | Tuimasi Manuca 79' | Lawson Tama Stadium, Honiara Scheidsrechter: Chris Kerr Nieuw-Zeeland |

|                               |                                                                    |         |                       |                                                              |
| 26 februari 2011 15:00 UTC+11 | Amicale FC                                                         | 5-1     | Lautoka FC            | PVL, Port Vila Scheidsrechter: Mirko Benischke Nieuw-Zeeland |
| 26 februari 2011 15:00 UTC+11 | Fenedy Masauvakalo 7', 45+2', 89' Alick Maemae 29' Jack Wetney 33' | Verslag | Alvin Avinesh 68', s' | PVL, Port Vila Scheidsrechter: Mirko Benischke Nieuw-Zeeland |

|                            |                    |         |            |                              |
| 19 maart 2011 15:00 UTC+11 | Koloale FC Honiara | 1-0     | Amicale FC | Lawson Tama Stadium, Honiara |
| 19 maart 2011 15:00 UTC+11 | Joses Nawo 83'     | Verslag |            | Lawson Tama Stadium, Honiara |

|                            |                       |         |                |                            |
| 19 maart 2011 15:00 UTC+10 | PRK Hekari United     | 1-1     | Lautoka FC     | PMRL Stadium, Port Moresby |
| 19 maart 2011 15:00 UTC+10 | Andrew Setefano 90+5' | Verslag | Peni Finau 38' | PMRL Stadium, Port Moresby |

### Groep B
| Club             | AW | W | G | V | DV | DT | DS  | Ptn |
| ---------------- | -- | - | - | - | -- | -- | --- | --- |
| Auckland City FC | 6  | 4 | 2 | 0 | 12 | 2  | +10 | 14  |
| Waitakere United | 6  | 2 | 2 | 2 | 8  | 8  | 0   | 8   |
| AS Magenta       | 6  | 2 | 1 | 3 | 6  | 7  | −1  | 7   |
| AS Tefana        | 6  | 1 | 1 | 4 | 5  | 14 | −9  | 4   |

|                  | AUC | MAG | TEF | WAI |
| ---------------- | --- | --- | --- | --- |
| Auckland City FC |     | 3-0 | 5-0 | 1-0 |
| AS Magenta       | 0-1 |     | 1-0 | 1-1 |
| AS Tefana        | 1-1 | 0-3 |     | 3-1 |
| Waitakere United | 1-1 | 2-1 | 3-1 |     |

|                              |                                                           |         |            |                                                                                     |
| 23 oktober 2010 15:00 UTC+13 | Auckland City FC                                          | 3-0     | AS Magenta | Kiwitea Street, Auckland Toeschouwers: 896 Scheidsrechter: Norbert Hauata ( Tahiti) |
| 23 oktober 2010 15:00 UTC+13 | Adam McGeorge 18' David Mulligan 29' Daniel Koprivcic 33' | Verslag |            | Kiwitea Street, Auckland Toeschouwers: 896 Scheidsrechter: Norbert Hauata ( Tahiti) |

|                              |                                                      |         |                 |                                                                                    |
| 24 oktober 2010 14:00 UTC+13 | Waitakere United                                     | 3-1     | AS Tefana       | Fred Taylor Park, Auckland Toeschouwers: 400 Scheidsrechter: Andrew Achari ( Fiji) |
| 24 oktober 2010 14:00 UTC+13 | Roy Krishna 45+1' Mike Gwyther 80' Sean Lovemore 82' | Verslag | Rene Atrewe 23' | Fred Taylor Park, Auckland Toeschouwers: 400 Scheidsrechter: Andrew Achari ( Fiji) |

|                               |                   |         |           |                                                                                             |
| 13 november 2010 15:00 UTC+11 | AS Magenta        | 1-0     | AS Tefana | Stade Numa Daly, Nouméa Toeschouwers: 2.000 Scheidsrechter: Michael Hester ( Nieuw-Zeeland) |
| 13 november 2010 15:00 UTC+11 | Albert Itrema 65' | Verslag |           | Stade Numa Daly, Nouméa Toeschouwers: 2.000 Scheidsrechter: Michael Hester ( Nieuw-Zeeland) |

|                               |                  |         |                      |                                                                                         |
| 14 november 2010 14:00 UTC+13 | Waitakere United | 1-1     | Auckland City FC     | Fred Taylor Park, Auckland Toeschouwers: 1.000 Scheidsrechter: Averii Jacques ( Tahiti) |
| 14 november 2010 14:00 UTC+13 | Roy Krishna 82'  | Verslag | Alex Feneridis 90+2' | Fred Taylor Park, Auckland Toeschouwers: 1.000 Scheidsrechter: Averii Jacques ( Tahiti) |

|                              |                         |         |                    |                                                       |
| 3 december 2010 19:15 UTC−10 | AS Tefana               | 1-1     | Auckland City FC   | Stade Louis Ganivet, Faaʻa Scheidsrechter: John Saohu |
| 3 december 2010 19:15 UTC−10 | Tetiamana Marmouyet 52' | Verslag | Angel Berlanga 90' | Stade Louis Ganivet, Faaʻa Scheidsrechter: John Saohu |

|                              |                     |         |                  |                                                       |
| 4 december 2010 15:00 UTC+11 | AS Magenta          | 1-1     | Waitakere United | Stade Numa Daly, Nouméa Scheidsrechter: Rakesh Varman |
| 4 december 2010 15:00 UTC+11 | Francis Watrone 77' | Verslag | Allan Pearce 70' | Stade Numa Daly, Nouméa Scheidsrechter: Rakesh Varman |

|                              |                                                      |         |                       |                                                                            |
| 4 februari 2011 19:15 UTC−10 | AS Tefana                                            | 3-1     | Waitakere United      | Stade Louis Ganivet, Faaʻa Scheidsrechter: Bertrand Billon Nieuw-Caledonië |
| 4 februari 2011 19:15 UTC−10 | Lorenzo Tehau 20' Alvin Tehau 30' Axel Williams 90+' | Verslag | Allan Pearce 45+' (s) | Stade Louis Ganivet, Faaʻa Scheidsrechter: Bertrand Billon Nieuw-Caledonië |

|                               |            |         |                     |                                                                             |
| 21 februari 2011 19:00 UTC+11 | AS Magenta | 0-1     | Auckland City FC    | Stade Numa-Daly Magenta, Noumea Scheidsrechter: John Saohu Salomonseilanden |
| 21 februari 2011 19:00 UTC+11 |            | Verslag | Manuel Exposito 83' | Stade Numa-Daly Magenta, Noumea Scheidsrechter: John Saohu Salomonseilanden |

|                               |           |         |                                                 |                                                                        |
| 25 februari 2011 19:15 UTC−10 | AS Tefana | 0-3     | AS Magenta                                      | Stade Louis Ganivet, Faaa Scheidsrechter: Michael Hester Nieuw-Zeeland |
| 25 februari 2011 19:15 UTC−10 |           | Verslag | Cesar Lolohea 22' Georges Gope-Fenepej 78', 81' | Stade Louis Ganivet, Faaa Scheidsrechter: Michael Hester Nieuw-Zeeland |

|                               |                  |         |                  |                                                                |
| 26 februari 2011 15:00 UTC+13 | Auckland City FC | 1-0     | Waitakere United | Kiwitea Street, Auckland Scheidsrechter: Norbert Hauata Tahiti |
| 26 februari 2011 15:00 UTC+13 | Stuart Kelly 12' | Verslag |                  | Kiwitea Street, Auckland Scheidsrechter: Norbert Hauata Tahiti |

|                            |                                    |         |                         |                            |
| 19 maart 2011 15:00 UTC+13 | Waitakere United                   | 2-1     | AS Magenta              | Fred Taylor Park, Auckland |
| 19 maart 2011 15:00 UTC+13 | Ryan De Vries 31' Allan Pearce 87' | Verslag | Benjamin Longue 30' (s) | Fred Taylor Park, Auckland |

|                            |                                                                                             |         |           |                          |
| 19 maart 2011 15:00 UTC+13 | Auckland City                                                                               | 5-0     | AS Tefana | Kiwitea Street, Auckland |
| 19 maart 2011 15:00 UTC+13 | Ivan Vicelich 28' Daniel Koprivcic 44' Andrew Milne 59' Ian Hogg 90' (s) Albert Vidal 90+1' | Verslag |           | Kiwitea Street, Auckland |

## Finale
| Team 1     | Tot. | Team 2           | 1e wedstr. | 2e wedstr. |
| ---------- | ---- | ---------------- | ---------- | ---------- |
| Amicale FC | 1-6  | Auckland City FC | 1-2        | 0-4        |

|                    |                        |        |                                           |                                                                                      |
| 2 april 2011 15:00 | Amicale FC             | 1-2    | Auckland City FC                          | PVL, Port Vila Toeschouwers: 7,925 Scheidsrechter: Bertrand Billon (Nieuw Caledonië) |
| 2 april 2011 15:00 | Fenedy Masauvakalo 67' | Report | Manuel Exposito 22' (s) Luis Corrales 82' | PVL, Port Vila Toeschouwers: 7,925 Scheidsrechter: Bertrand Billon (Nieuw Caledonië) |

|                     |                                                                                   |        |            |                                                                                      |
| 16 april 2011 15:00 | Auckland City FC                                                                  | 4-0    | Amicale FC | Kiwitea Street, Auckland Toeschouwers: 3,000 Scheidsrechter: Norbert Hauata (Tahiti) |
| 16 april 2011 15:00 | Alex Feneridis 26' Daniel Koprivcic 62' (s) Manuel Exposito 72' Adam McGeorge 82' | Report |            | Kiwitea Street, Auckland Toeschouwers: 3,000 Scheidsrechter: Norbert Hauata (Tahiti) |

## Topscoorders
| Naam               | Club               | Doelpunten |
| ------------------ | ------------------ | ---------- |
| Fenedy Masauvakalo | Amicale FC         | 8          |
| Allan Pearce       | Waitakere United   | 3          |
| Henry Fa'arodo     | PRK Hekari United  | 3          |
| Benjamin Totori    | Koloale FC Honiara | 3          |
| Daniel Koprivcic   | Auckland City FC   | 3          |
| Manuel Exposito    | Auckland City FC   | 3          |

OFC Club Championship: 1987 · 1999 · 2001 · 2005 · 2006 

OFC Champions League: 2007 · 2007/08 · 2008/09 · 2009/10 · 2010/11 · 2011/12 · 2012/13 · 2013/14 · 2014/15 · 2016 · 2017 · 2018 · 2019 · 2020 · 2021 · 2022 · 2023